# Mineralnyje Vody

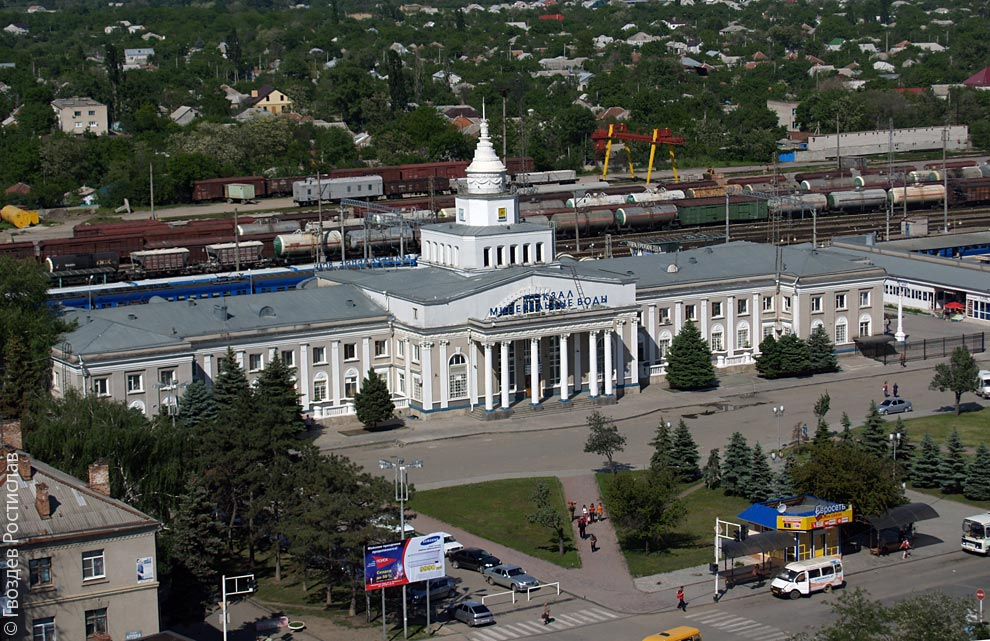
Järnvägsstationen i Mineralnyje Vody.

Mineralnyje Vody (ryska Минеральные Воды, Mineralvatten i plural) är en stad i Stavropol kraj i södra Ryssland. Folkmängden uppgick till 75 974 invånare i början av 2015. Mineralnyje Vody ligger vid floden Kuma, cirka 130 kilometer sydöst om Stavropol.